# How Strange, Innocence
How Strange, Innocence är det amerikanska postrockbandet Explosions in the Skys debutalbum, utgivet i januari 2000.

## Låtlista
1. "A Song for Our Fathers" - 5:42
2. "Snow and Lights" - 8:17
3. "Magic Hours" - 8:29
4. "Look Into the Air" - 5:30
5. "Glittering Blackness" - 5:27
6. "Time Stops" - 9:50
7. "Remember Me as a Time of Day" - 5:16